# 赫德曼岩
赫德曼岩（英語：Herdman Rocks），是南極洲的岩石，位於南奧克尼群島的勞里島，處於哈特岩東南面3公里和鄧達斯角東北面6公里，海拔高度15米，在1838年由儒勒·迪蒙·迪維爾率領的法國探險隊繪入地圖，現時由南極條約體系管理。